# Белезяко, Марат Георгиевич
Марат Георгиевич Белезяко (8 декабря 1968, Жодино, Минская область) — советский и белорусский футболист, левый полузащитник. Мастер спорта РБ (1994).

## Биография
Воспитанник ДЮСШ г. Жодино, первый тренер — Пётр Иванович Михеев. Начинал играть на взрослом уровне в местной команде КФК «Торпедо» (Жодино). Военную службу проходил в разных частях страны, в том числе в конце службы — в спортроте в Лиде, где играл за команду КФК «Обувщик». Чемпион Белорусской ССР среди коллективов физкультуры 1989 года.
Летом 1990 года в след за бывшим тренером «Обувщика» Владимиром Гришановичем перешёл в гродненский «Химик». В соревнованиях мастеров дебютировал 7 августа 1990 года в матче второй лиги СССР против «Балтики». За полтора сезона во второй лиге провёл 43 матча.
После распада СССР продолжал выступать за гродненский клуб, переименованный в «Неман», в высшей лиге Беларуси. Обладатель Кубка Беларуси 1992/93. Последние матчи за «Неман» сыграл летом 1996 года, но ещё полтора сезона числился в составе клуба и изредка играл за дубль. Всего сыграл за гродненский клуб 103 матча в чемпионатах Беларуси, 11 игр в Кубке страны и 2 матча в Кубке обладателей кубков.
В 1998 году перешёл в «Лиду», с которой стал победителем первой лиги, но в следующем сезоне в высшей лиге сыграл только один матч. Последний сезон в карьере провёл в 2000 году в составе аутсайдера высшей лиги «Коммунальник» (Слоним).
Всего в высшей лиге Беларуси сыграл 118 матчей, забил 4 гола.
С 2007 года работал детским тренером в СДЮШОР «Неман» (Гродно), тренировал команду 2000 г.р. По состоянию на 2020 год входил в тренерский штаб команды 2004 г.р., ставшей чемпионом Беларуси по своему возрасту. Среди его воспитанников — игрок молодёжной сборной страны Максим Мякиш.
Принимал участие в матчах ветеранов.

## Достижения
- Обладатель Кубка Беларуси: 1992/93
- Победитель первой лиги Беларуси: 1998
- Чемпион Белорусской ССР среди КФК: 1989